# Cannaboides
Cannaboides là chi thực vật có hoa trong họ Apiaceae.